# Scott Turner Schofield
Scott Turner Schofield es un actor, escritor, productor y orador estadounidense. Es un activista transgénero y en inglés usa los pronombres he/him y they/them. Fue el primer actor transgénero en la televisión diurna, y el primer hombre trans en ganar una nominación al Emmy por actuación.
Schofield ha actuado en producciones de cine, televisión, teatro y transmisión. Además de actuar, ha producido, escrito, dirigido y asesorado en varios proyectos de cine, televisión, transmisión de contenido y teatro.
Homofactus Press publicó una colección de los tres guiones de actuación en solitario de Schofield titulada Two Truths and a Lie. Jack Halberstam escribió el prólogo. El libro fue finalista de los Premios Literarios Lambda en las categorías Drama y Transgénero; se colocó en la Lista Arcoíris de 2009 de la Asociación Estadounidense de Bibliotecas .
El trabajo de Schofield como activista y orador público se ha centrado en la educación con respecto a los problemas y la conciencia transgénero. Ha asistido en la creación de programas de capacitación, programas de apoyo institucional y políticas de no discriminación en entornos educativos, gubernamentales y corporativos.

## Filmografía
Scott Turner Schofield ha aparecido en películas que van desde cortometrajes de autor hasta estrenos de largometrajes importantes; incluyendo la película biográfica de Antonia Brico La directora de orquesta, dirigida por Maria Peters, y Becoming a Man in 127 EASY Steps, que se basa en su premiada obra de arte en vivo del mismo nombre.
Sus créditos cinematográficos incluyen:
- Off Ramp - Silas, dirigida por Nathan Tape
- Becoming a Man in 127 EASY Steps - Él mismo, creado por Scott Turner Schofield
- The Conductor (De Dirigent) - Robin, dirigida por Maria Peter[7]
- The Gaybysitters Club - Logan, dirigida por Savannah Dooley
- Transmute - Chris, dirigida por Star Victoria

## Televisión
En mayo de 2015, Schofield se convirtió en el primer actor transgénero en la televisión diurna, como el personaje recurrente de Nick en The Bold and the Beautiful de CBS.
Sus créditos de actuación incluyen:
- The Blacklist, temporada 8, episodio 21, "Nachalo". Real Raymond Reddington, CBS
- Equal, (Docuserie) Craig Rodwell, HBO Max
- The Bold and the Beautiful, Nick, invitado recurrente, CBS
- Conveyor Belt of Love, concursante, ABC
- Strange History, estrella invitada, The History Channel

### Productor
- They/Them, productor ejecutivo, escrita y dirigida por John Logan (Blumhouse Productions / Peacock)
- Todo es posible, producto, escrita por Ximena García Lecuona, dirigida por Billy Porter (Originales de Amazon)
- Off Ramp, coproductor, escrita por Tim Cairo, dirigido por Nathan Tape.
- Not Dating, productor, creada y protagonizada por Puppett y Lise Johnson.
- Becoming a Man in 127 EASY Steps, productor, creador, escritor, actor.
- Everybody Changes, productor ejecutivo, creador y escritor.[5]

### Consultor
- Euphoria, temporadas 1, 2 y 3, HBO Max[9]
- Zombies 3 , Disney+, (Disney Channel)
- The Craft: Legacy, escrita y dirigida por Zoe Lister-Jones ( Blumhouse Productions, Amazon Originals )[10]
- We're Here, temporada 1, HBO Max
- One of Us is Lying , temporada 2, Netflix

## Activismo
Scott Turner Schofield ha trabajado con más de 100 universidades y corporaciones importantes, educando sobre la competencia cultural transgénero y la diversidad e inclusión en el lugar de trabajo.
El trabajo de Schofield incluye la popular charla TED “Ending Gender” (TEDx Houston, 2013) y el eCourse Everybody Changes, que enseña la inclusión para personas trans y no conformes con el género que usan vestidores.
Schofield colaboró con Joey Soloway, en asociación con 5050by2020 (un proyecto del Time's Up Movement) para liderar su Cohorte Trans Masculina. El grupo trae profesionales trans masculinos en Hollywood para oportunidades educativas y de colaboración.
En 2018, cuando Scarlett Johansson experimentó una reacción violenta por intentar interpretar a un personaje transgénero, Schofield actuó en un video viral con hombres trans audicionando para los papeles que había interpretado Johansson protagonizada por D'Lo, Justin Chow y Rocco Kayiotis. Participó en mesas redondas de la industria y se destacó en la cobertura de Associated Press y The Hollywood Reporter de profesionales del entretenimiento trans que respondieron al tema.